# Kleine Nete
De Kleine Nete is een zijrivier van de Nete in het stroomgebied van de Schelde.  
De rivier ontstaat uit vele door regen en Maaswater (afkomstig van irrigatie) gevoede beekjes in het gebied tussen Arendonk, Retie en Mol-Postel in de Belgische Kempen, waaronder de zogenaamde Zeven Neten: de Looiendse Neet, het Klein Neetje, de Zwarte Neet, Nonnen Neetje, de Desselse Neet (ook Werbeekse Neet), de Plas Nete, de Witte Neet.
De Kleine Nete bevat veel in Vlaanderen zeer zeldzame vissen. Vanaf Lier stroomt ze samen met de Grote Nete en vormt ze de Nete of de Beneden Nete.
Haar voornaamste zijrivieren zijn de Molenbeek, de Aa en de Wamp.
De Kleine Nete stroomt door de volgende gemeenten: Retie, Mol, Kasterlee, Geel, Olen, Herentals, Vorselaar, Grobbendonk, Nijlen, Zandhoven, Ranst en Lier.